# التمرد في كندا العليا
كان التمرد في كندا العليا انتفاضة ضد حكومة الأقليات للمستعمرة البريطانية في كندا العليا (أونتاريو الحالية) في ديسمبر 1837. رغم أن أسباب التمرد كانت موجودة منذ سنوات طويلة، لكن التمرد الذي حدث في كندا السفلى (كيبيك الحالية) في الشهر السابق شجع المتمردين في كندا العليا على بدء ثورتهم.
هُزم تمرد كندا العليا بعد وقت قصير من بدايته، على الرغم من استمرار المقاومة حتى عام 1838. تقلص حجم الانتفاضة لكنها أصبحت أكثر عنفًا، خصوصًا بعد الدعم الذي حصل عليه التمرد من ميليشيات مسلحة سرية مقرها في الولايات المتحدة. يقترح بعض المؤرخين أنه وعلى الرغم من أن تمرد كندا العليا لم يكن ناجحًا بشكل كبير ومباشر، إلا أنه ينبغي النظر إلى التمردات في عام 1837 ضمن المنظور الأوسع للثورات الأطلسية في أواخر القرن الثامن عشر وأوائل القرن التاسع عشر بما في ذلك الحرب الثورية الأمريكية في عام 1776، والثورة الفرنسية 1789 - 1799، ثورة هايتي 1791 - 1804، التمرد الأيرلندي عام 1798، والنضال من أجل الاستقلال في أمريكا الإسبانية (1810 - 1825). ناضلت هذه الثورات من أجل إقامة النظام الجمهوري، لكنها كانت في الأساس بسبب المشاكل الاجتماعية الناتجة عن حكم الأقليات في تلك المناطق، وقد رفعت أيضًا نفس الشعارات الديمقراطية التي نادت بها الحركة العمالية في المملكة المتحدة.
أدى التمرد إلى تعيين اللورد دورهام مسؤولًا عن شؤون أمريكا الشمالية البريطانية، وإلى إقرار قانون أمريكا الشمالية البريطانية في عام 1840، والذي أعاد إصلاح المقاطعات البريطانية جزئيًا وحولها إلى نظام حكم موحد، ما أدى إلى ظهور دولة كندا في عام 1867.

## خلفية

### الهيكل السياسي لكندا العليا
كانت المظالم السياسية التي سببت التمرد في كندا العليا ناتجة بشكل غير مباشر عن أحكام القانون الدستوري لعام 1791، والذي أنشأ الإطار السياسي لكندا العليا.
سيطرت أقلية مرتبطة ببريطانيا على حكومة كندا العليا والمؤسسات المالية والدينية المرتبطة بها، وارتبطت أدوار أعضاء القيادة في الحكومة: المستشارون التنفيذيون، والمستشارون التشريعيون، وبعض أعضاء السلطة القضائية ارتباطًا وثيقًا بأنشطتهم التجارية، فمثلًا كان ويليام آلان مستشارًا تنفيذيًا ومستشارًا تشريعيًا ورئيسًا لشركة تورنتو للسكك الحديدية ورئيس شركة بريتيش أميركان فاير آند لايف أسورانس كومباني. استغل أفراد عائلات الحكومة مناصبهم الرسمية لتحقيق مكاسب مالية من خلال شركات مثل بنك كندا العليا، وشركة الأراضي الكندية التي سيطرت على سُبع مساحة الأراضي في كندا، وخلال ثلاثينيات القرن التاسع عشر كان ثلث مجلس إدارة البنك الكندي من المستشارين التشريعيين أو التنفيذيين والباقي من القضاة، وعلى الرغم من المحاولات المتكررة لم تتمكن الهيئة التشريعية المنتخبة من الحصول على تفاصيل حول عمل البنك، ورأت أن البنك أحد دعامات الحكومة وطالبت المزارعين بسحب الأموال التي أودعوها في البنك وانخفضت ثقة الجمهور في البنك بشكلٍ عام.

### التغيرات الديموغرافية
كانت حكومة كندا العليا تخشى من الاهتمام المتزايد بالنزعة الجمهورية المستوحاة من الولايات المتحدة بسبب زيادة هجرة المستوطنين الأمريكيين إلى المقاطعة. دفع العدد الكبير من المهاجرين المُشرعين الأمريكيين إلى الاعتقاد بأن إدخال كندا العليا إلى الولايات المتحدة الأمريكية سيكون مجرد مسألة وقت. ولكن بعد حرب 1812 منعت الحكومة الاستعمارية الأمريكيين من أداء قسم الولاء، ما جعلهم غير مؤهلين لاستملاك الأراضي، وزاد التوتر في الجمعية التشريعية في السنوات التي أعقبت الحرب، بسبب قضايا الهجرة والضرائب والمصارف والمضاربة على الأراضي.

### النقابات السياسية
أسس توماس ديفيد موريسون الاتحاد السياسي المركزي في كندا العليا في 1832-1833 وجمع 19,930 توقيعًا على عريضة احتجاجًا على طرد ويليام ليون ماكنزي من مجلس النواب. فاز الإصلاحيون بالأغلبية في الانتخابات التي أجريت عام 1834 للجمعية التشريعية للبرلمان الثاني عشر في كندا العليا، لكن المجموعة الحاكمة حصلت على الأغلبية في المجلس التشريعي. أعيد تنظيم الاتحاد السياسي المركزي باسم جمعية التحالف الكندي في عام 1835 واعتمد في مبادئه على الكثير من مبادئ اتحاد العمال الوطني في لندن، إنجلترا. ولدت جمعية التحالف الكندي من جديد باسم جمعية الإصلاح الدستوري في عام 1836، بقيادة المصلح الأكثر اعتدالًا ويليام دبليو بالدوين. اتخذت الجمعية شكلها النهائي باسم اتحاد تورنتو السياسي في عام 1837 ونظموا لجانًا محلية لانتخاب مندوبين إلى مؤتمر دستوري في يوليو 1837. وأصبح الاتحاد هو الهيكل التنظيمي للتمرد وانتخب معظم منظمي التمرد كمندوبين في المؤتمر الدستوري.

### فرانسيس بوند هيد وانتخابات عام 1836
كان تعيين فرانسيس بوند هيد في منصب نائب حاكم كندا العليا موضع ترحيب من الجماهير في البداية، لكن طريقة إدارته قوبلت لاحقًا بجدل شديد.
عندما عُين السير فرانسيس بوند هيد في منصب نائب الحاكم، اعتقدت حركة الإصلاح أنه سيدعم أفكارهم، ولكن بعد لقائه مع الإصلاحيين خلص بوند هيد إلى أنهم كانوا غير موالين للإمبراطورية البريطانية، ورفض مقترحات لتشكيل حكومة تكون مسؤولة عن كندا العليا، فرد المجلس التشريعي الذي يهيمن عليه الإصلاحيون برفض تمرير مشروع قانون المال، الذي أوقف دفع الرواتب والمعاشات التقاعدية للعديد من موظفي الحكومة، ثم رفض بوند هيد تمرير أي تشريع من المجلس بما في ذلك مشاريع الأشغال العامة الكبرى. تسبب هذا في ركود اقتصادي في كندا العليا. أصيبت الحركة الإصلاحية بخيبة أمل عندما أوضح بوند هيد أنه لا ينوي استشارة المجلس التنفيذي في العمليات اليومية للإدارة. استقال المجلس التنفيذي، ما أثار استياءً شعبيًا واسعًا والدعوة لانتخابات مبكرة في عام 1834.
دعم بوند هيد بقوة مرشحي حزب المحافظين واستخدم العنف من أجل ضمان انتخابهم، وناشد الشعب بالحفاظ على كندا جزءً من الإمبراطورية البريطانية، وذكرهم أن التاج البريطاني سيوفر البضائع للشعب. خسر الإصلاحيون مثل ماكنزي وصمويل لاونت مقاعدهم في الهيئة التشريعية وزعموا أن الانتخابات كانت مزورة، وقدموا التماسًا إلى التاج احتجاجًا على الانتهاكات والتزوير الذي شاب الانتخابات، حمله تشارلز دونكومب إلى لندن، لكن مكتب المستعمرات رفض سماعه. أقر المجلس التشريعي الجديد الذي يهيمن عليه حزب المحافظين قوانين أدت إلى تفاقم التوترات بما في ذلك حظر أعضاء الهيئة التشريعية من العمل كمستشارين تنفيذيين، ما يسهل مقاضاة المزارعين المثقلين بالديون، وحماية بنك كندا العليا من الإفلاس، ومنح المستشارين التشريعيين مواثيق البنوك الخاصة بهم.

### انهيار النظام المالي الدولي
استخدم الرئيس الأمريكي أندرو جاكسون في 10 يوليو 1832 حق النقض ضد مشروع قانون إعادة تمويل البنك الثاني للولايات المتحدة، ما تسبب في ركود اقتصادي في العالم الأنجلو أمريكي، وقد تفاقم هذا الركود في كندا العليا بسبب سوء حصاد القمح في عام 1836 ولم يتمكن المزارعون من سداد ديونهم. علقت معظم البنوك - بما في ذلك بنك كندا العليا - المدفوعات بحلول يوليو 1837، ونجحت في الحصول على دعم حكومي بينما لم يفعل ذلك المزارعون العاديون والفقراء. كان خمس المهاجرين البريطانيين إلى كندا العليا فقراء، وكان معظم المزارعين المهاجرين يفتقرون إلى رأس المال لدفع ثمن الأراضي المشتراة. نصت قوانين تحصيل الديون على السجن إلى أجل غير مسمى للمزارعين حتى دفع قروضهم للتجار، وفي مارس 1837 أصدر حزب المحافظين قانونًا يجعل مقاضاة المزارعين أرخص من خلال السماح لتجار المدينة برفع دعوى في منتصف موسم الحصاد، وإذا رفض المزارع المثول أمام المحكمة في تورنتو، فستصادر ممتلكاتهم تلقائيًا.